# 足球
足球主要专指英式足球，官方名为协会足球（也稱），是一种世界流行的团体球類運動，也是所有体育运动中最受欢迎、接受度最高、普及面最广的一种，被誉为“世界的游戏”（The World's Game）。
標準的足球比賽由两队各派十一名队员参与，包括十名普通球员及一名守門員，互相在长方形的草地球场上互相对抗、互相进攻。除守門員可在己方禁區內利用手部觸球外，其他球員只能運用手部以外的身體部位碰觸球（開界外球例外），比賽目的是盡量將球射入對方的球門內，每射入一球就可以得到一分，當比賽完畢後，得分更多的一隊勝出。比賽持續時間為兩個等長的半場，每半場為四十五分鐘，共九十分鐘。比赛規定时间内得分相同，则须看比赛章则而定，可以加时（三十分鐘延長赛）或互射十二碼等形式比赛分出高下。如果是聯賽的話得分相同則計和局。
2004年，國際足球總會確認古代中國的蹴鞠是足球運動的最早雛形。而現代足球运动起源于英國。足球由于在当今世界上开展广、影响大，被認為是世界第一运动。

## 历史

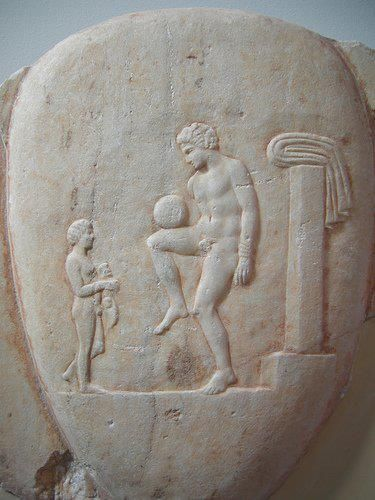
阿提卡的古希臘足球浮雕

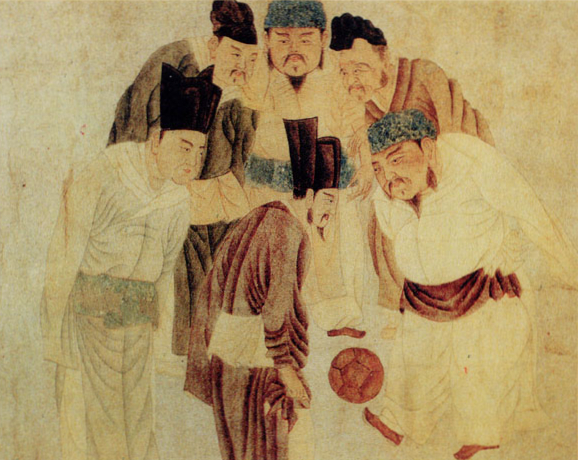
《宋太祖蹴鞠图》(1235年–1305年)

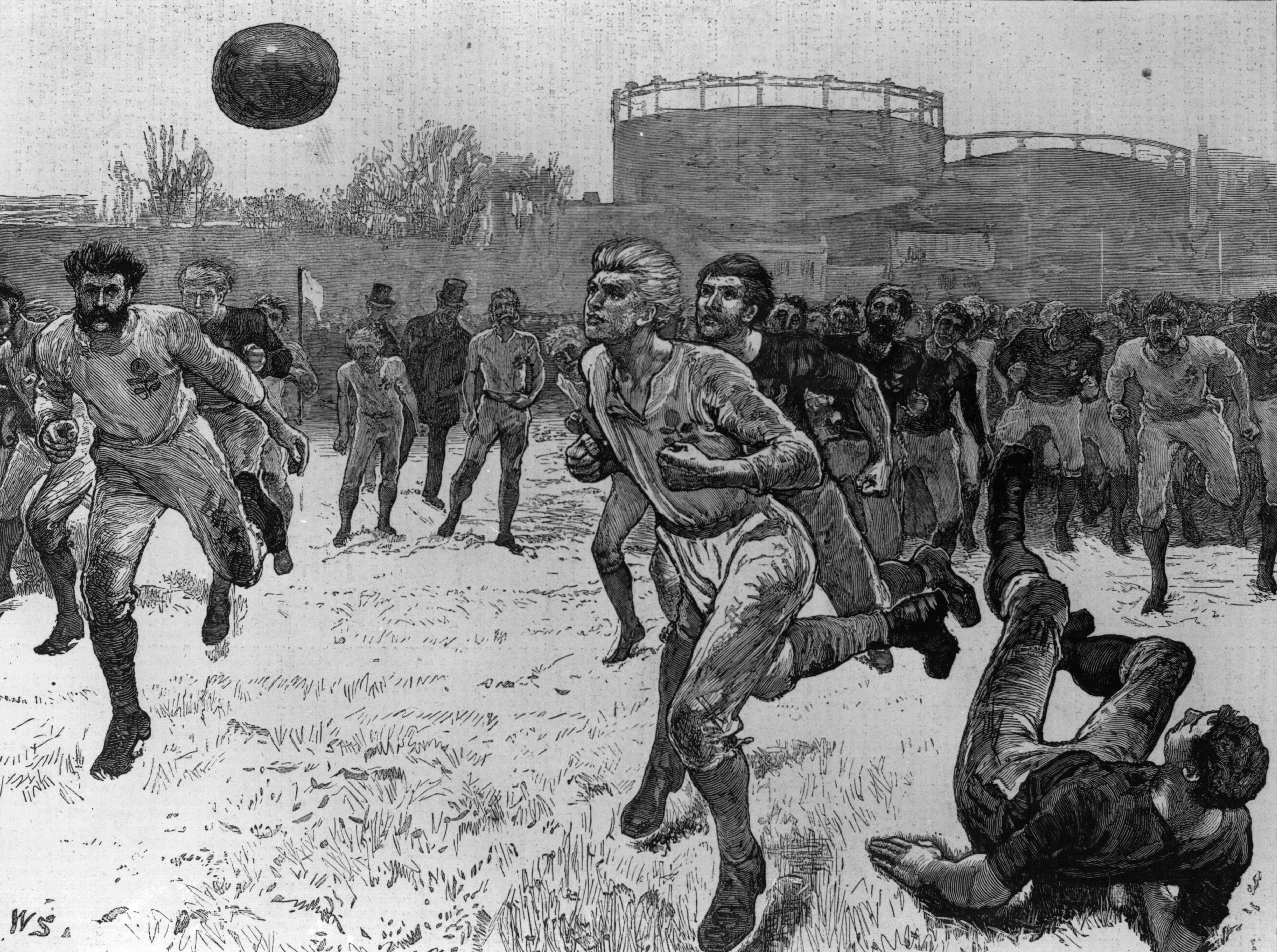
1872年英格兰与苏格兰队之间的比赛的新闻插图

### 古代足球
古代足球出現于中国戰國時代的蹴鞠，與同時代的古希臘人與古羅馬玩的古希臘足球。2004年初，经国际足联的确认，古代中国的蹴鞠是足球运动的最早雏形，亞洲足球聯盟秘书长维拉潘颁发了起源纪念杯和证书。
早在2300多年前(公元前285年)，蹴鞠就已經诞生，而且流行于中国临淄（今山东省淄博市临淄区）。最早确切可信的文字记载这项运动者，当属《战国策》和《史记》，当时它以具有军事性和娱乐性双重性质的活动而被记录下来。其后经过改良令蹴鞠慢慢普及，到了隋、唐时代，蹴鞠和佛教一起传到了日本，今日日语及韩文中仍可见称足球为「蹴球」的用法，这便是受到中国的影响。
在淄博齊國歷史博物館中的一張地圖上，一條細線從中國延伸至埃及，然後至歐洲的希臘、羅馬和法國，最終止於英格蘭。但國際專家對此種說法表示懷疑，指出蹴鞠與足球之間難以聯繫，蹴鞠出現大約同期也有同類運動，如古希臘足球，並對國際足聯的動機提出質疑。將某種物體踢來踢去是人類常見的活動，世界各地區、各民族也許都進行過此種活動，這並不能證明他們就是足球的發明者。

### 现代
现代足球被认为起源于19世纪中期的英国，最早的职业联赛也在同地开始。1863年10月26日，世界第一个正式的足球组织英格兰足球协会（The Football Association）在英國首都伦敦成立，这一天也被作为现代足球运动的诞生日。此后，足球运动在全球广泛传播。而现代足球运动的比赛規章，皆基于当时的英格兰足球协会比赛規章演化而成。
因为发展于英格兰北部拉格比公校的变种——拉格比足球率先在1845年确立了统一规则并也以“足球”自称，为了与其区别，英格兰足协将普通足球返璞命名为“协会足球”（association football）。因为这个称呼读音太长，因此民间按照当时牛津大学的截音习惯将其中的第一个辅音节“-soc-”附加了后缀“-er”后创造了一个简化的新词“soccer”。这个词也成为了橄榄球类运动比较流行的地区（比如美国、加拿大、澳大利亚、新西兰、南非）以及受美国文化影响较深的国家（比如日本）对足球的称呼。
目前，欧洲与南美洲被公认为足球水準最高的两大洲，主要的足球夺冠热门都集中在这两个洲，足球在这两大洲都有着举足轻重的地位。欧洲足球流派技术简练实用，注重配合，个人素质上力量强，速度快，作风硬朗，以西班牙、葡萄牙、德国、意大利、法国、荷兰、英格兰，比利时等为代表，西欧拥有世界上最高水準的职业联赛，尤以英超，德甲，意甲，西甲，法甲并称五大联赛。南美洲足球流派则讲究个人技术，注重短传配合和个人突破，以巴西、阿根廷、乌拉圭、哥伦比亚等为代表。
在其他洲方面，除了亞洲，大洋洲以外，其他洲的足球盛行程度也尚稱平均。长期以来，足球在北美洲发展缓慢，在美国和加拿大都不是第一运动，但近些年美国的足球水準有了很大提升，足球在社會青年一代中的地位連年大幅度的提高，美國職業足球大联盟亦吸引了越來越多的觀眾，令美國成為一個潛在的足球大國；而在中美洲的大多数国家足球均为第一运动，而且實力不俗，最强的球队是墨西哥。
而大洋洲則以新西兰獨強，其他国家足球水準很低。雖然澳洲的实力强于新西兰，但已在2006年脫離大洋洲足協加入了亚足联，屬亞洲。
足球在非洲是第一运动，而且非洲尤其是西部非洲是近年足球水準進步最快的地区，埃及、尼日利亚、塞内加尔、科特迪瓦、喀麦隆、加纳、摩洛哥近几年涌现出不少优秀球员，诸如萨拉赫，马内，齐耶赫等一众国际知名的球星。
足球在亞洲地區也非常盛行，但大多数国家足球水準并不高。近年隨著澳洲的加入，亚洲足球有了一定的进步，在2022年卡達举行的世界杯比赛上，有3支亚洲球队打进淘汰赛。目前亞洲實力比較突出的球隊有澳洲、沙特阿拉伯、伊朗、日本和南韓。

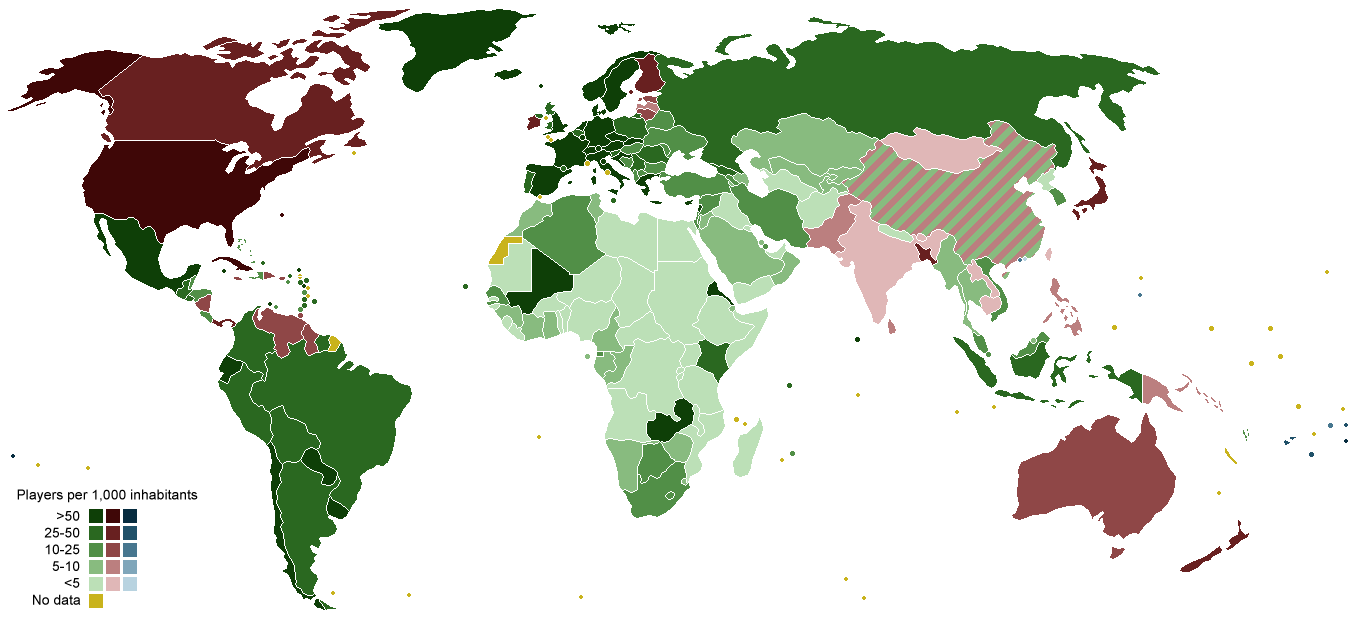
足球运动在世界各地区的流行程度（2001年）

## 常见技战术

### 基本技术
| 名称       | 内容                                                     |
| ---------- | -------------------------------------------------------- |
| 踢球       | 用脚内侧、脚背正面、脚背内侧与外侧、脚尖、脚跟传球、射门 |
| 接球和控球 | 用脚部、胸部、腰部、大腿、头部                           |
| 头球       | 前额正面、侧面（原地、助跑、跳跃、鱼跃）                 |
| 抢球       | 正面、侧面、後面後腳截球；倒地铲球，截球                 |
| 运球过人   | 脚背正面、内侧、外侧等的运球；各种过人技巧               |
| 界外球     | 原地掷球，助跑掷球                                       |
| 任加踼法   | 源於巴西                                                 |

### 比赛战术
足球比赛时常见的战术有： 
个人战术
- 进攻：跑位、传球、运球过人
- 防守：选位、盯人

集体战术

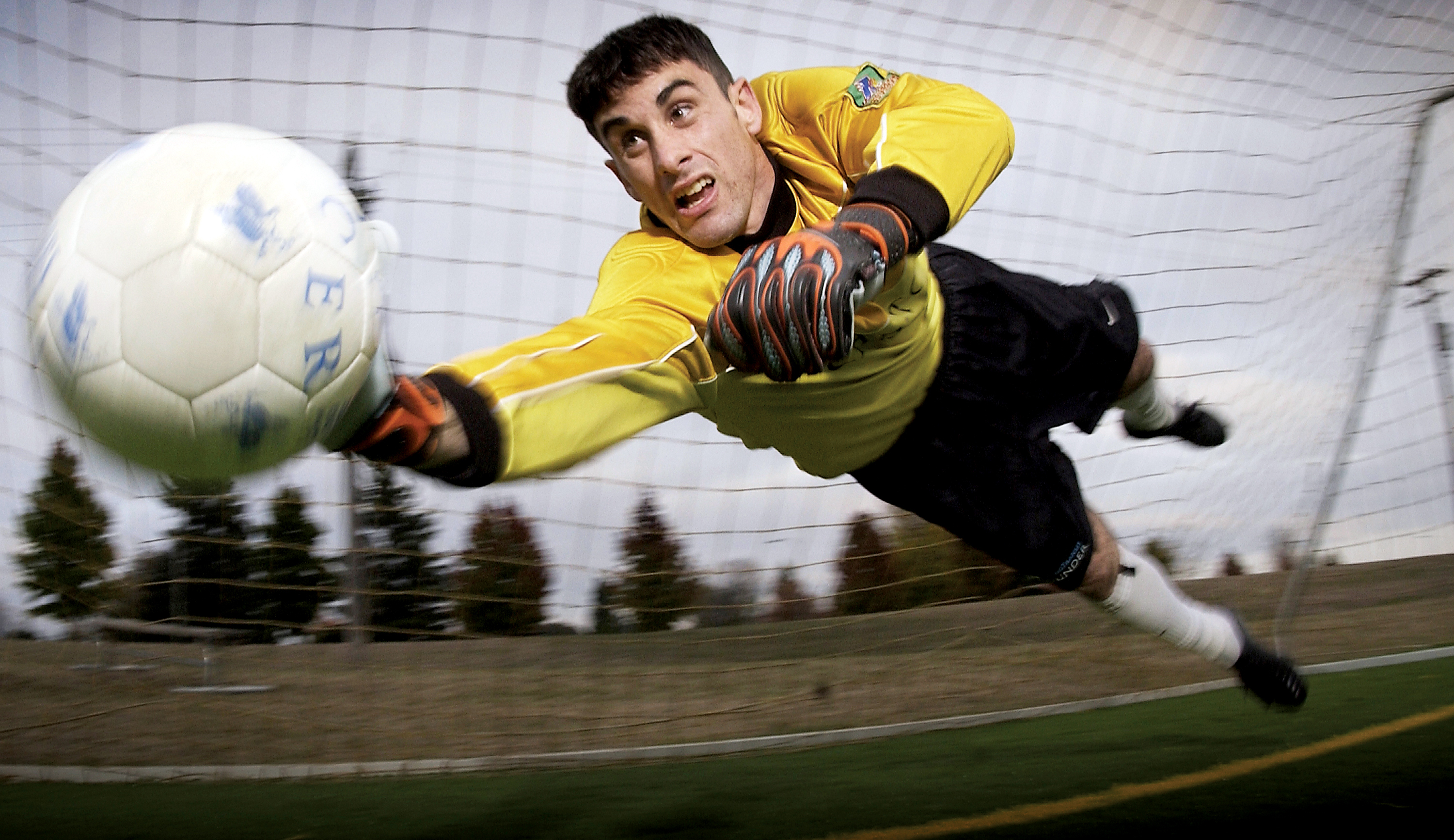
一名足球守门员挡开一次射门

- 进攻：2过1配合，三打二配合、切入、插上、直線
- 防守：补位、围抢、造越位陷阱

整队战术
- 进攻：边线进攻、中间进攻、快速反击
- 防守：区域防守、人盯人防守、混合防守

死球战术
- 一脚射门
- 战术射门
- 任意球射门
- 角球射门

比赛阵形

## 规则

### 场地

标准尺寸的足球场。并不是所有足球场都一样大，不过许多职业球队的球场一般是长一百零五米(一百一十五码)、宽六十八米(七十四码)，例如诺坎普体育场、圣西罗球场、老特拉福德球场、安联球场。还有一些足球场大小略有变化，如斯坦福桥、伯纳乌球场、阿尔贝托·J·阿曼多体育场等

足球比賽中除了守門員可以在己方禁區內利用手部接觸足球外，球場上每名球員只可以利用手部以外的其他身體部位碰觸球（開界外球例外），否則稱為「手球」，屬於犯規，甚至有可能被球證判以黃牌或紅牌。

### 球员
参赛双方各有十一名球员，包括一名守门员，三到五名后卫，二到五名中场，一到三名前锋球员组成。而大型比赛参赛双方另外會有幾名（五至八名）後備球員負責替補， 一場正式比賽中最多可以換4個人。友誼賽替補次數無限制。替换下场的球员不可以再重新返回球場作賽。
五人制比賽，雙方擁有五名球員，包括一名防守球員和四位进攻球員。

#### 中锋
中锋（Centre Forward，CF）或称柱趸式中锋，通常都比较高大，可以头錘和脚打门。他们通常倚靠头錘顶入传中球得分，或使用身体和力量护球以制造攻门机会。通常由站桩式中锋或柔性站桩式中锋担任。

#### 前锋
前锋（Striker）( FW )亦称机会把握型前锋，顾名思义是善于把握进球机会的前锋，他们不一定有良好远射技术、不一定快速，但却善于处理临门一脚或一头。他們分為左前鋒、右前鋒和中前鋒，而部分球员属于窜扰性中锋身型上比较细小，需要盘扭技术和速度。他们的任务是进球和为柱趸制造机会。这些细小的射手多数倚仗速度接应直线传送，而不会像柱趸般背对龙门控球。通常由射手型前锋或窜扰性前锋担任。

#### 边锋
边锋（Winger）( Left Winger-左边锋『LW』）（Right Winger-右边锋『RW』）亦可归类作前锋球员。自从蓝西爵士的英格兰国家队“无翼奇迹”（Wingless Wonders） — 以无边锋的阵式夺得1966年世界杯后，纯边锋这位置的球员已愈来愈少。边锋的职责就是将球从禁区两侧传入禁区（传中），为前锋制造进球机会。通常他们都会以速度或带球压过对方的边后卫。边锋通常也不会负责防守。
边进攻/正/防守中场(Left Attack Midfielder-左进攻中场),(Right Attack Midfielder-右进攻中场),(Left Midfielder-左中场),(Right Midfielder-右中场),(Left Defensive Midfielder-左防守中场),(Right Defensive Midfielder-右防守中场)是边锋的进化版本。边中场会负责传中，但亦会负责中场两侧的防守。他们还会控球在脚，让身后的边后卫(Wing Back)作叠瓦式助攻，还会在球场两侧为其他中路中场球员提供更多的传球选择。但是，边锋和边进攻中场的分别越趋模糊 — 很多的边进攻中场还是会被视为边锋
但边锋这位置又有复兴的趋势，因禁区内的单箭头需要两边中场的支援。
當代出色的边锋/边进攻/正/防守中场包括：內馬爾、迪馬利亞、加里夫·巴利、文仙尼、維辛迪、哥利斯馬、罗比尼奥、阿尔扬·罗本、費高、弗兰克·里贝里、傑斯、祖亞昆、禾確特、拿斯利、大衛·施華、萊斯、阿歷斯·山齊士、夏薩特等。當然，活跃于过去20年的兩大球星克里斯蒂亚诺·罗纳尔多、利昂内尔·梅西也屬此型的強者，但二人俱具備比翼鋒更多更強大的能力，並不止於此。另外，雖然碧咸並非傳統的翼鋒，但他在右翼位置卻具備了無人能及的傳中能力，乃是邊中場的異數。

#### 守门员
守门员主要工作是在比赛中用身体各個部分阻止对方球员攻入己方的球门。
足球比赛的守门员是唯一能用手触球的球员，但只限在禁区内，否则被视为犯规。守门员比赛服装须与己方球员不同，以便分辨身分。对守门员的信任感是建立在避免出现失误和惊险扑救的基础之上。优秀守门员应不被失误所困扰，并从中吸取经验教训。一次失误或一次惊险扑救，绝不是判断守门员能力的唯一标准。但最基本要素是，必须身手敏捷、反应迅速，有判断力及有良好的扑救技术。

#### 中后卫
中后卫（Center Back『CB』），位置处于守门员的前方及左右后卫之间，活动范围在于中后场，属于全队防守力量的核心，主要职责是阻止对方球员策动攻势并同时封锁在对方控球之下进入本方的禁区位置。最常用的4-4-2阵形中多数球队使用两名球员作为中后卫（也有三中卫战术），驻守在守门员前面。中后卫的两个主要职责是要以“人盯人”战术紧贴著对方的攻击球员，并负责弥补防守线出现的漏洞。
中后卫通常身材高大，头球能力和抢断技术出众。他们阅读比赛的能力也是一流的。大多数时候，处在重压下的中后卫很少选择控球或是传球，他们通常只是把球从危险区域解围。不过一直以来，一位优秀中卫所能做的往往不仅限于此，他们中的不少人往往还有一些个人擅长的其他技术（例如长传、定位球、插上头球攻门等）。
中后卫有时又被称作Centre Half。20世纪早期，在当时最流行的2-3-5阵形中，中间的三名球员被叫作中前卫（Half Backs）。随着后来阵形的不断改良，位置最中央的中前卫球员位置后移到后防线，演变成了中卫之一。

#### 清道夫
清道夫（Sweeper），比一般后卫有更多的功能，例如把对方的传送清走。他们的位置比其他负责人盯人的后卫较有流动性，所以这个位置亦可称为自由人（Libero，意大利语中指自由）。出任这位置的人必须比一般后卫拥有更高的球赛阅读能力。清道夫有时亦会负责策动反击，所以他的控球和传球能力亦比一般后卫的要求更高。但有时，他亦只是一个纯粹负责防守的球员。例如在1960年代意大利国家队使用的防守系统十字聯防（Catenaccio）中，清道夫仅负责将敌方传球清走；而1980年代至1990年代的AC米兰和意大利国家队的队长弗兰科·巴雷西则成为一个现代“自由人”的代表人物，他可以在防守的同时于比赛中策划更多的进攻，成为一名后场的组织者和球队的领袖，并为意大利国家队获得世界杯的季军和亚军，更成为不可一世的米兰王朝中的灵魂和中后卫力量。随着弗兰科·巴雷西在这一位置的成功，其他很多球队亦出现多名优秀球员，如德国的马蒂亚斯·萨默尔等。

#### 边后卫
边后卫（Fullback），是负责球场两侧防守的球员。 他们主要任务是阻碍对方球员把球从边线传入禁区。在某些防守体系里，他们也会负责盯防。大多数边后卫都会后上助攻传中，令球队的进攻方式更立体。
以往纯后卫（2-3-5阵式中的"2"）的角色现已由中后卫负责。因为比赛的演变，以往的纯后卫被移至球场两侧，对技术的要求亦有所不同。现代的边后卫通常都要拥有高速度、铲截能力和充沛体力以便在边线助守助攻。

#### 翼卫
翼卫（Wingback），就是负起更多助攻责任的边后卫。他们通常都出现在3-5-2阵式当中，亦可视之为中场球员。由于这是一个集后卫与边前卫于一身的位置，所以出任翼卫的需要更多的体力。由于他们身后有三名中后卫专注防守，人们都预计他们会偏重于上前助攻多于防守。

#### 后腰
防守中場或後腰（Defensive Midfielder）是指专门负责防守的中场球员，于中场负责阻截对手攻势，然后将球交予队友发动攻势。

#### 中前卫
正中场或中前卫（Central Midfielder），此类球员包括效力加纳时的埃辛、杰拉德、斯科尔斯、卡里克、哈维、戴维·皮萨罗及德罗西。他们是球队主力的大脑，经常负责派球给前锋和边锋或前腰等较有攻击性的球员，亦有时会进入后防，进行防守工作，是个辅助性极高的位置。

#### 前腰
前腰，或称为攻击型中场（Attacking Midfielder），专门负责组织进攻，制造机会予前锋，或亲自攻门。胜任这位置的球员都拥有良好的传球和阅读球赛能力，在适当时候传球予前锋攻门；也需要全面的个人技术以作个人突破，协助进攻。不少前腰也具备优异的远射能力，经常作出令对手难以防备的远距离打门。

### 装备
球员必须的基本装备包括以下个别项目（国际足协球例，第四章）：
1. 球衣或运动衫
2. 短裤：假如球员穿着单車裤的话，其颜色必须与其短裤主色相同
3. 长袜
4. 护胫
5. 鞋

### 裁判
足球比赛中有1名主裁判和2名助理裁判，責任是在整場90分鐘的比賽中根據球例判罰球員。另外还有一名第四官员，作为替补。赛事亦可以有視像助理裁判。

### 警告和处罚
比賽中球员如触犯下列任何一项时，必须被警告：
1. 门将手接己方球员的传球或界外球。（此规则1994年通过）
2. 门将在发球后未经其他球员触及，再次用手触球。 （此规则1994年通过）

此记录在国际足协球例，第十二章。
比賽中球员如触犯下列任何一项时，必须被黄牌警告：
1. 用言语或行动表示不满，或對球證提出抗議。
2. 屡次触犯比赛规则（如多次被口頭警告後仍然犯規）。
3. 阻延重新开始比赛。
4. 在开角球、自由球或掷界外球时未有遵照法例规定的距离，或未得球證示意開球。
5. 未得裁判员许可擅自进入或再次进入球场范围。
6. 未得裁判员许可故意离开球场范围。
7. 入球後脫去球衣慶祝，就算入球被判無效亦會被判罰。（此规则2004年7月1日通过）

一名後备球员或已被换出的球员如触犯下列任何一项时，必须被黄牌警告：
1. 欠缺体育精神行为。
2. 用言语或行动表示不满，或對球證提出抗議。
3. 阻延重新开始比赛。

#### 红牌离场的犯规
1. 严重犯规。
2. 凶暴行为。
3. 向对方球员或其他人吐口水。
4. 故意手球引致破坏对方一个入球或一明显入球机会（守门员在其十八碼禁區不适用）。
5. 当一球员向对方球门推进，但被对方球员侵犯而破坏一明显入球机会，（2018年起，不適用於罰十二碼）。
6. 用攻击性、侮辱性或唾骂性的言语或动作。（2018年世界盃起，咬傷人明確列入，並且判罚直接自由球）
7. 向裁判豎起中指
8. 使用興奮劑等藥
9. 故意亲吻对手或裁判而造成混乱。

一名被红牌驱逐离场的球员，後备球员或已被替换的球员，必须离开比赛场地及技术指导区域。除在場球員，後備球員、領隊及教練團如有觸犯球例同樣可以被紅牌驅逐離場。後備球員領紅與在場球員領紅一樣不能參與之後繼續進行的賽事。如領隊或教練團領紅則必須離開技術指導區，但可以將其旨意傳達給在場的教練團。

### 其他
- 沒收比賽發生時以0－3判該隊輸球。但如果比赛存在双回合，且计算总比分的情况下，则记为两回合总比分3—0。其中首回合3—0，次回合0—0。倘若违规行为发生在首回合，一般情况下处理方式为直接没收首回合比赛并取消次回合（参见：2015/16西班牙国王杯，皇家马德里被驱逐。）但也有例外，例如2016年亚冠，多哈贾什和迪拜胜利的比赛中，迪拜胜利使用了违规球员，所以首回合被判0—3输。但是次回合却没有禁赛，而是将次回合成绩与首回合的0—3相加。若当场比赛被判负方已经被进3球或3球以上，则将被判负方进球数清零，对手进球数不变。例如甲队1-5乙队，后来查证甲队违规，则改判为甲队0-5乙队。
- 當比賽因半途退賽使比賽中止則以0－2判該隊輸球。若当场比赛中止前被判负方已经被进2球或2球以上，则将被判负方进球数清零，对手进球数不变。例如甲队1-5乙队，后来查证甲队违规，则改判为甲队0-5乙队。
- 即使裁判当场未對上述違規判罰，賽後主辦單位也有权對違規當事人或当事球员進行追加纪律處分。
- 紅牌違規情形嚴重時，至少禁賽3場。
- 一场比赛若一队获得五张红牌，则以沒收比賽计算。

## 协会
足球协会也称“足球联合会”，一般是管理足球球员纪律，球员转会还有比赛筹办，联赛组织的机构。現時管理全球各地足球運動的組織是国际足球联合会(FIFA)，總部設於瑞士蘇黎世。并且每四年举办一届世界杯足球赛，是世界球壇盛事之一。
国际足联由六個地區性足球協會组成，他们分别管轄世界六大洲的足球事務：
- 亚洲 — 亚洲足球联合会(AFC)
- 非洲 — 非洲足球協會(CAF)
- 南美洲 — 南美洲足球協會(CONMEBOL)
- 中北美洲及加勒比海地区 — 中北美洲及加勒比海足球協會(CONCACAF)
- 大洋洲 — 大洋洲足球協會(OFC)
- 歐洲 — 欧洲足球協會(UEFA)

此外，大部分国家也有自己本国的足球协会。

## 比赛
各种足球比赛裡，最有影响力的是世界杯足球赛，每四年举办一届，1930年由乌拉圭开始举办第一届，因为二战停办了两届，从1950年开始到现在一直没有间断过。成绩最好的是参赛次数最多（共18次）的国家队巴西国家足球队共五次冠军，意大利国家足球队及德国国家足球队各获得四次冠军，阿根廷国家足球队获得三次冠军，乌拉圭、法国各获得两次冠军，英格蘭、西班牙各一次。
其他的国际性赛事如奥运会足球比赛则是奥林匹克运动会的比赛项目中历史较悠久的项目之一。洲际的比赛则以欧洲足球锦标赛的水平最高，影响最大。
很多国家每年在本国内还有各种足球俱乐部之间的足球联赛。其中意甲、英超、西甲、德甲、法甲由于开办时间久，有上百年历史，球队引进外国球员没有较多的限制，从而吸引了各国顶级球员加盟，有“五大联赛”之称。俱乐部对阵最为精彩的要属同城德比，在同一座城市下，有两支不同球队竞争，比赛的激烈程度非常高。著名的有米兰德比，AC米蘭与国际米蘭和布宜诺斯艾利斯德比（河床和博卡青年）。巴塞罗那与皇家马德里的比赛也被称为西甲“国家德比”。英格兰足球超级联赛过往17年的冠军队伍由曼联、曼城、布萊克本流浪者、切尔西、利物浦、李斯特城与阿森纳七支球隊包辦。
此外，各国俱乐部之间也有比赛，例如每年举行一次的洲际杯足球赛，参加比赛的是当年度欧洲俱乐部冠军和南美解放者杯冠军，現時賽事己改為世界冠軍球會盃，並且邀請全球六大洲的冠軍球會參與，令賽事更具國際化。

### 賽事名次比序
如果積分名次相同，通常會按下列比序：
- 全賽數據比較
  - 全賽獲得積分
  - 全賽球差
  - 全賽進球、然後是客場進球數
  - 全賽勝負、然後是客場勝仗
- 相關球隊數據比較
  - 比較相關球隊之間賽事獲得的積分
  - 比較相關球隊之間賽事的球差
  - 比較相關球隊之間賽事的進球
  - 如果只有兩隊完全相同且最後一輪相遇進行PK大戰
- 纪律分：黃牌计作1分，2黃1紅计作4分，直接紅牌计作4分，先黄后直红计作1+4=5分，被计分少的排名靠前。（2016年欧洲杯开始正式生效）
- 若還是無法分出勝負，則比較三者擇一
  - 係數
  - 中立場附加賽
  - 抽籤決定

## 裝備
比賽用球

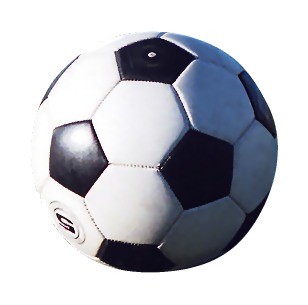
足球

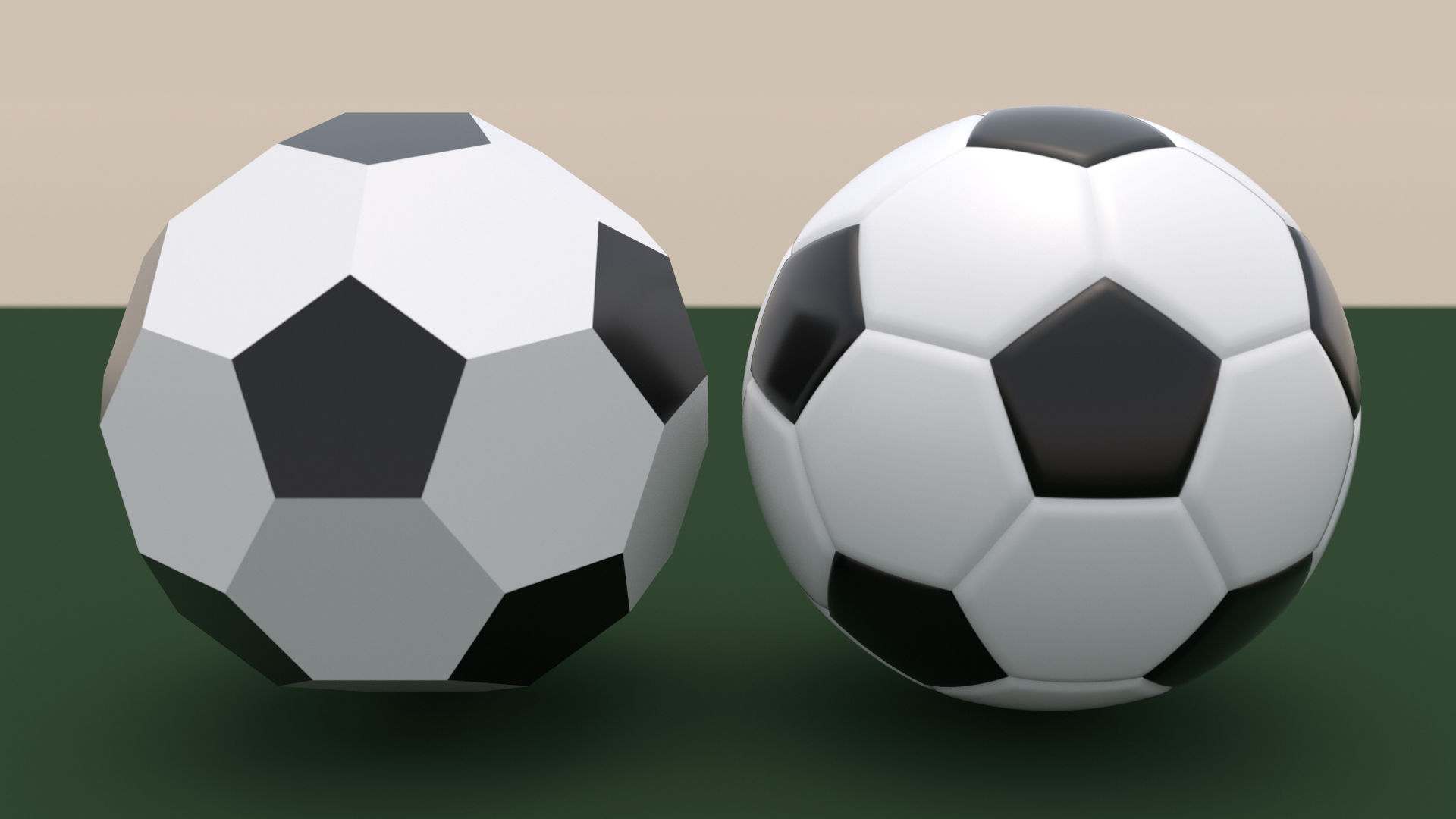
足球的模型和真实足球的对照

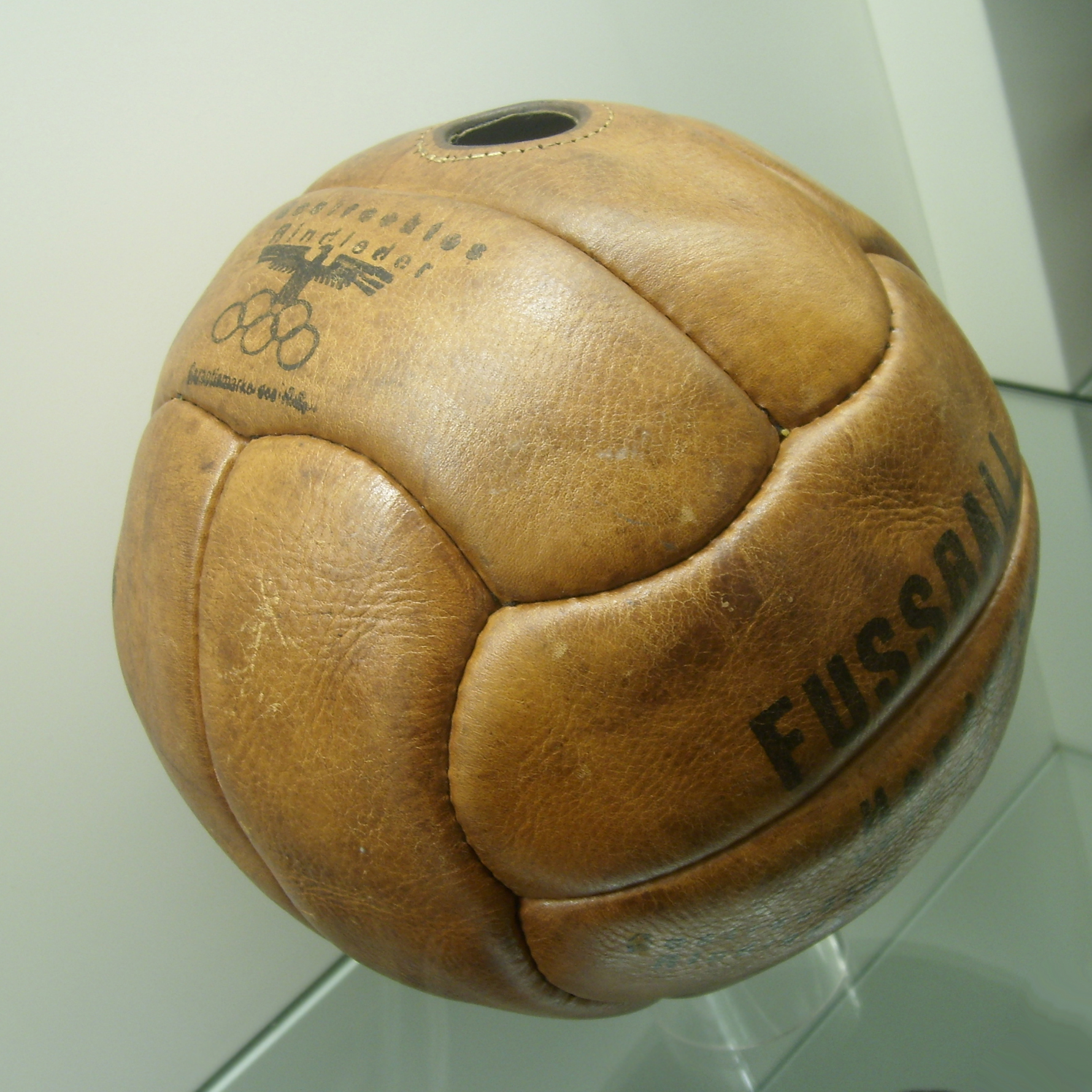
1936年夏季奧林匹克運動會足球比賽所使用的足球

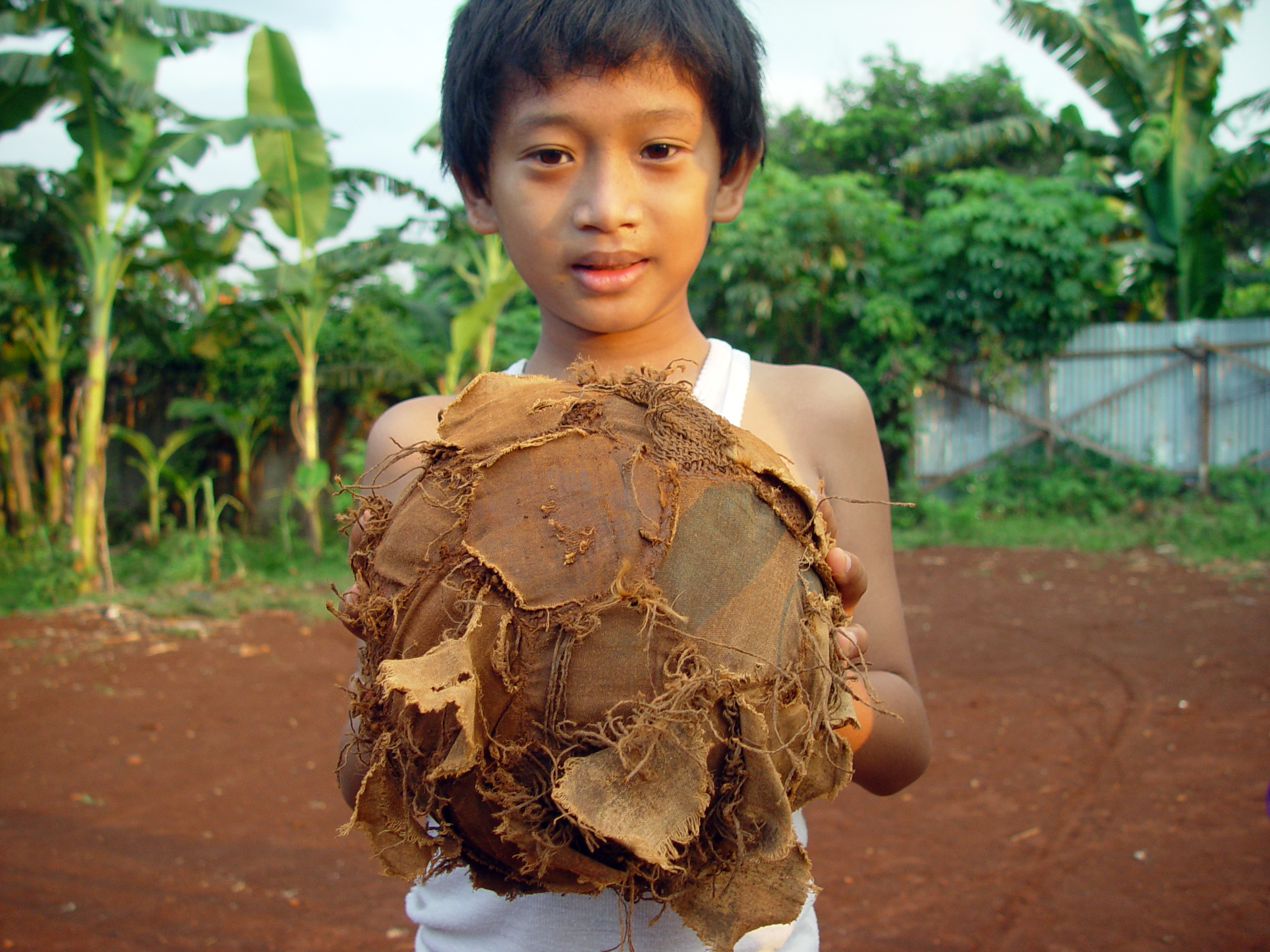
一个儿童手中的足球

在足球比賽初期的條例沒有規限足球的大小輕重，只要是圓球形即可。直到19世紀70年代開始作出規定，圓球的周長需在69-74公分之間。現代足球广泛使用的设计款式是皮製的截角二十面體，充气后十分接近正常球體。
1970年起，世界杯专用球指定由德国的愛迪達公司提供设计。
| 舉辦年       | 英文名稱        | 中文譯名     | 設計公司 | 備註         |
| ------------ | --------------- | ------------ | -------- | ------------ |
| 1970年世界杯 | Telstar Elast   | 电视之星     | 愛迪達   |              |
| 1974年世界杯 | Telstar Durlast | 智利电视之星 | 愛迪達   |              |
| 1978年世界杯 | Tango Durlast   | 探戈         | 愛迪達   |              |
| 1982年世界杯 | Tango España    | 西班牙探戈   | 愛迪達   |              |
| 1986年世界杯 | Azteca          | 阿兹特克     | 愛迪達   |              |
| 1990年世界杯 | Etrusco Unico   | 伊特鲁尼亚   | 愛迪達   |              |
| 1994年世界杯 | Questra         | 奎斯特拉     | 愛迪達   |              |
| 1998年世界杯 | Tricolore       | 三色球       | 愛迪達   |              |
| 2002年世界杯 | Fevernova       | 飞火流星     | 愛迪達   |              |
| 2006年世界杯 | +Teamgeist™     | 团队之星     | 愛迪達   | 团队精神之意 |
| 2010年世界杯 | Jabulani        | 普天同慶     | 愛迪達   |              |
| 2014年世界杯 | Brazuca         | 巴西榮耀     | 愛迪達   |              |
| 2018年世界杯 | Telstar 18      | 电视之星18   | 愛迪達   |              |
| 2022年世界杯 | Al Rihla        | 逐梦之旅     | 愛迪達   |              |

## 职业足球
随着足球俱乐部的兴起，足球开始走向职业化和专业化。许多球员也变成了职业足球运动员，踢球成了谋生的一手段。欧洲和南美洲是世界上足球职业化程度最高的地区。

## 球星

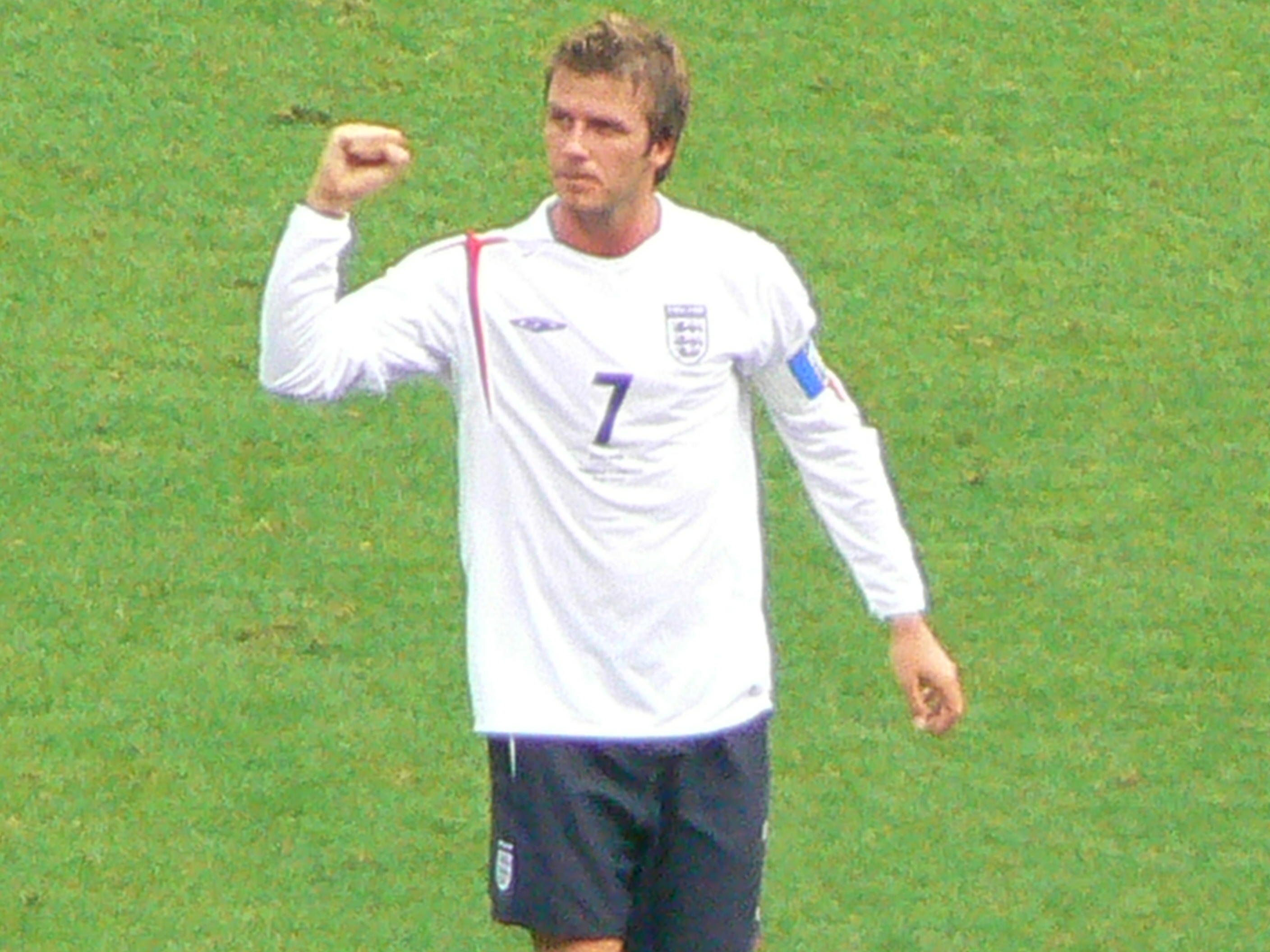
球场上的大卫·贝克汉姆

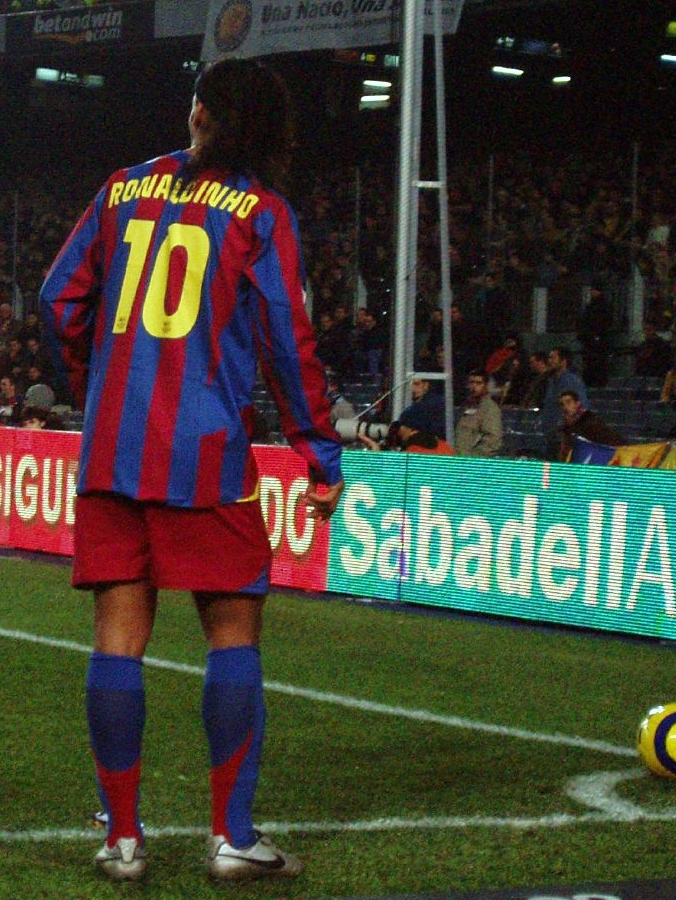
罗纳尔迪尼奥準備開出角球

著名的足球运动员有时代表着一个足球时代，或者是一个国家足球的象征，如荷兰国家足球队的约翰·克鲁伊夫代表着“全攻全守”足球打法的一个时代，意大利国家足球队的代表着“钢筋混凝土式防守”打法兴起的一个时代。往往一个球队因为拥有他们而所向披靡，因为失去他们而十分消沉。
而巴西国家足球队的贝利又被认为是“第一代球王”，阿根廷国家足球队的马拉多纳被认为是“第二代球王”。同为阿根廷国家足球队的梅西被认为是“第三代球王”。著名足球运动员，特别是中场核心，全场球队的组织者，一般都身穿10号球衣，如贝利、马拉多纳、济科、米高·柏天尼、朗拿甸奴和美斯等。
除了有娴熟的球技可以称为球星外，也有因为外表英俊而在时尚界出名引领世界时尚潮流的球星，如英国足球运动员，他的精准的传球与能够直接破门的任意球功夫虽然是他出名的最主要因素，但由于外表英俊，他在世界各地拥有着不少专门追星的“明星迷”追随者，引领发型潮流。
2002年后，巴西的卡卡和朗拿甸奴在AC米兰和巴塞羅那获得成功，成為續碧咸后另外兩個廣受歡迎的潮流球星，其中朗拿甸奴的年度廣告收入更高於碧咸。8次荣获金球奖的利昂内尔·梅西（阿根廷），克里斯蒂亚诺·罗纳尔多（葡萄牙），夏薩特（比利時），莱万多夫斯基（波兰），內馬爾（巴西），姆巴佩（法國）亦为近年来球迷们所最喜爱的球星之一。
一些球星，如巴雷西，馬爾蒂尼，吉格斯，斯科尔斯，加里·内维尔，普约尔，托迪等，在其足球生涯中會一直只效力于一家球會，得到球迷以及球隊甚至於對手的廣泛尊重，被稱之為“傳奇球星”。

## 球迷

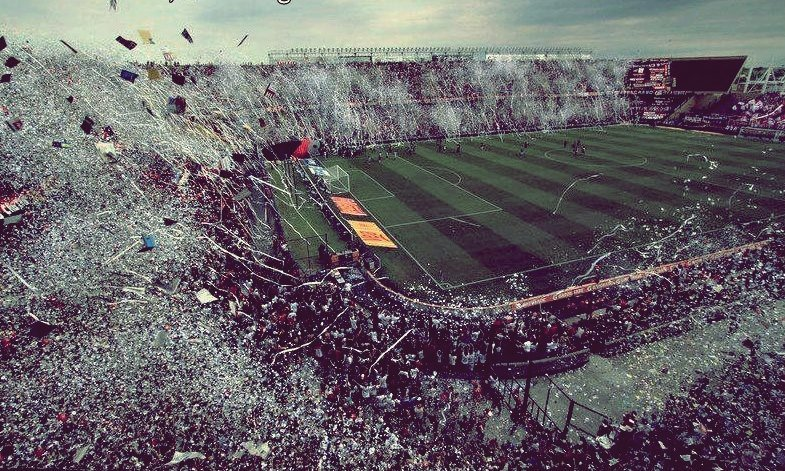
在足球运动中，球迷的基本目的是在比赛中鼓励他们的球队

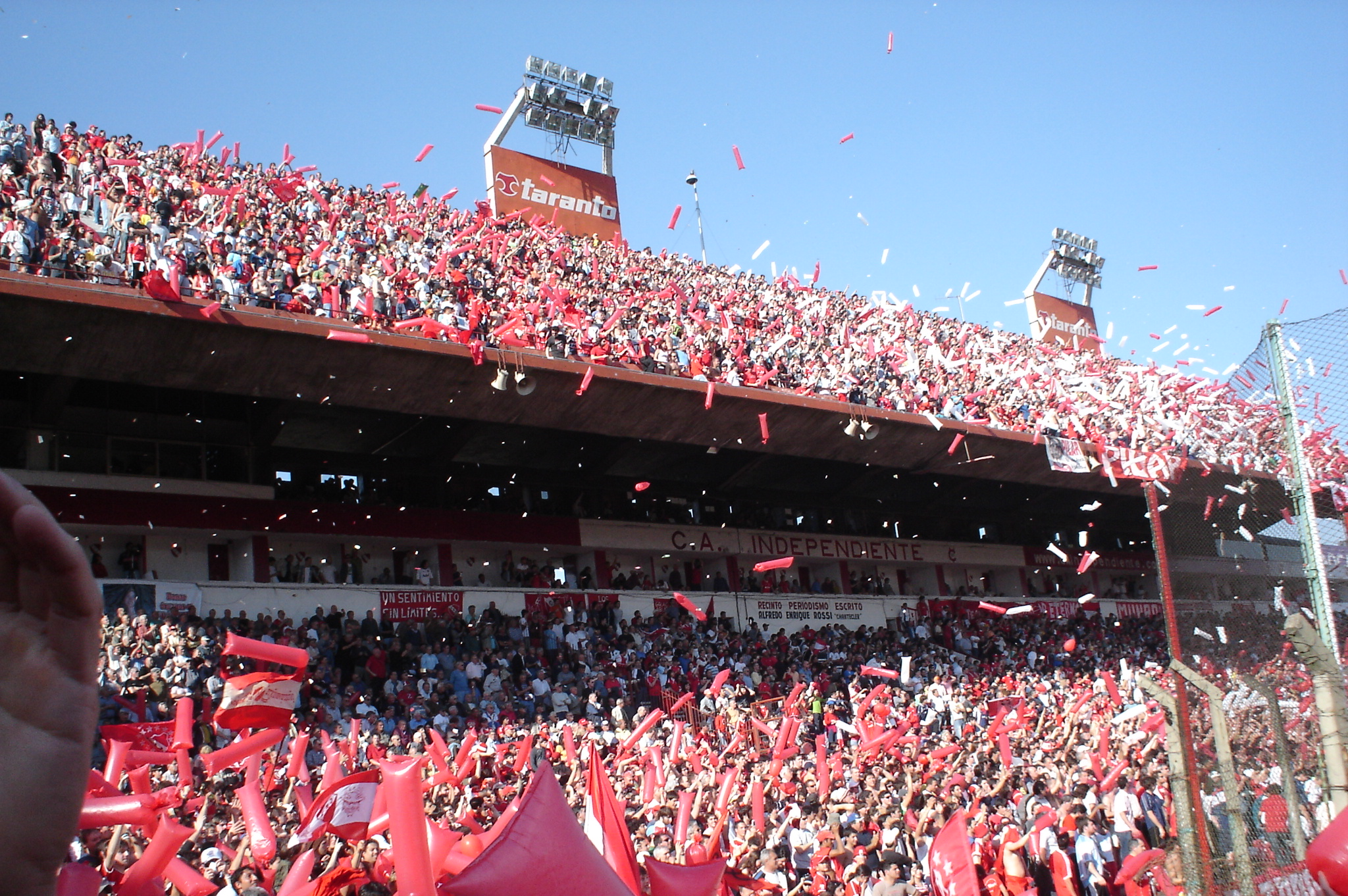
狂热的球迷

足球运动如此的受欢迎，与球迷的狂热分不开。当有自己喜爱的球队参加比赛时，足迷会穿上球队的服装当场助威，口中整齐的喊着助威口号（例如著名的Olé, Olé, Olé），甚至脸上涂上油彩。甚而有发生因为过分激动而死于看台之上的例子。
然而，一些个别球迷的行径导致暴力的发生，这些人被称为足球流氓。

## 場上發生的問題
因為場上有不同國家、種族、宗教信仰等的人在比賽，常常發生衝突。
FIFA嚴禁種族歧視、因激烈行徑造成比賽中斷的行為，但違規情形仍經常發生。以下是違規情形或爭議的舉例：

### 宗教衝突或種族歧視
- 2011年6月，伊朗女子足球因為伊朗政府拒絕讓選手在比賽時去除希賈布，違反FIFA的政策，除了取消奧運資格，原本比賽讓給其他對手3分。（該禁令2014年3月取消）
- 2011年10月15日，蘇亞雷斯被帕特里斯·埃夫拉指以侮辱黑人的言語侮辱他，遭禁賽八場及罰款四萬英鎊。
- 2013年3月17日，希臘足球員吉厄戈斯‧卡提蒂斯在場上舉納粹禮手勢，遭該國終身禁止參與國家隊、罰款5萬歐元，離開希臘兩年半才回到希臘超級聯賽踢球，2015年最後出現在俱樂部後，未再現蹤於賽場。
- 2013年12月28日，尼古拉·阿内尔卡在與西漢姆聯隊之戰中率先進球後，以一個向納粹敬禮的動作慶祝，他做出一手搭在另一隻手臂上，另一手則伸直往下，五隻手指閉攏的動作。這個稱為「quenelle」的手勢是阿內爾卡友人、法國爭議性喜劇演員迪厄多內·姆巴拉·姆巴拉發明的，被形容為法國猶太團體對納粹敬禮的動作，迪厄多內·姆巴拉·姆巴拉多次因公開發表反猶太言論遭定罪。此舉引發軒然大波，歐洲猶太團體要求英超祭出禁賽處分，英格蘭足球總會譴責阿內爾卡這個「讓人震驚、噁心」的反猶太舉動，並對此展開調查[7]。后被英足总禁赛五场、罰款4萬英鎊，還惨遭俱樂部解约，之後轉戰印度聯賽至2015年。
- 2014年3月8日，球迷為羞辱浦和紅鑽球隊的韓裔日本人李忠成，在該隊主場該區入口被掛上「Japanese Only（代表除日本人外不准進入、日本人專屬）」布條，並帶有大日本帝國時代常用的太陽旗，被視為涉及種族歧視和軍國主義，遭J聯盟罰3月23日關門比賽，浦和紅鑽也因此失去近1億日圓的門票收入。
- 2014年4月27日，一名球迷朝丹尼爾·阿爾維斯丟香蕉，暗示他是有色人種，應該要像猴子一樣吃香蕉，但丹尼爾反應相當冷靜，並拾起香蕉剝皮把香蕉吃掉，之後再開角球。丹尼爾賽後表示幽默是對抗種族歧視的最好方法，並說：「我們必須保持幽默感，情況並不容易改變。」[8]而許多球星包括蘇亞雷斯、巴洛特利、尼馬都紛紛拍下吃香蕉畫面，以行動抗議種族歧視。

### 違反公平比賽競爭的行為
- 1998年8月31日，老虎盃（現東南亞足球錦標賽）的小組賽最後一場比賽（泰國vs印尼隊的比賽），泰國和印尼隊為了要避開勝者在半決賽出現的對手：越南（當時越南是東道主），負者將要面對著新加坡隊，於是兩個隊伍都心急想著要輸球。就在前90分鐘的比賽，比數仍然定格在2-2平手，但在傷停補時階段，球員Mursyid Effendi以不畏的勇氣把球直接射進自家大門。印尼隊也如願地避開了東道主越南隊。這個不公平競爭行為引起了四面八方的球迷的譴責之聲，於是老虎杯比賽結束後，FIFA向兩隊判罰$40,000美元的罰款（原因：違反公平比賽競爭），結果此球員隨之而來的就是被終身禁止參加國際賽（成了世界第一個球員因為射進烏龍球而被終身禁賽的球員）、國內聯賽禁賽一年。此烏龍球成爲了世界上最恥辱的烏龍球。
- 2002年日韩世界杯时，球证多次在韩国球员对对方犯规下不作出判罚。
- 2006年的義大利電話門事件。
- 2013年1月9日，南韓職業足球聯賽（K-League）41名球員因為涉及2011年踢假球醜聞，遭FIFA處罰在全世界終身禁賽（將原本僅南韓擴大到全球）。但其中21名足球員主動坦承且深感悔意，因此在禁賽2年至5年之後即可解禁，這期間必須包含200至500小時的社區服務（例如反假球反簽賭活動）。
- 2014至2015年，多家媒體報導伊朗女子足球國家隊有4到8名其實為男性或變性人，但伊朗也將4名有此問題的人從女足國家隊除名，FIFA目前對此沒有回應也無有效防治作法（因為必須尊重特殊人士的權利）。
- 2014年10月，印尼足球甲級聯賽中的斯萊曼及三寶壟隊都不願贏得比賽，以避免在半決賽遭遇據說有黑幫挺腰的婆羅洲隊。結果最終斯里曼隊3比2“贏”得這場比賽，5個進球都是烏龍球，作為證據的比賽錄影顯示過程中，當足球滾向自家球門時，門將直接走開。之後12位球員、教練及領隊被終生禁賽，包括兩位外籍球員在內的17位球員禁賽5年，就連11位替補球員也禁賽1至5年。兩隊都取消之後比賽資格，該回合積分為0分，同時開罰兩隊1億印尼盾。
- 2015年2月3日，哈维尔·阿吉雷因為涉及2011年西班牙足球甲級聯賽假球醜聞，被日本拔除總教練職務，當時他執教的皇家薩拉戈薩，涉嫌付給萊萬特體育聯盟球員96萬5千歐元，換取比賽的勝利，讓球隊得以免於降級命運（但還是在2013年被降至乙級後維持乙級至今）。

### 球員或球迷的不當行為
- 1985年利物浦球迷引發的海塞爾球場慘劇事件造成39人死亡及600人受傷，當中主要為祖雲達斯球迷，之後歐洲足協經過當時英國首相柴契爾的首肯，禁止其他英格蘭球队参加欧洲赛事5年（禁止利物浦参与欧洲赛事6年）（蘇格蘭、北愛爾蘭、威爾斯仍可正常參賽）。
- 2006年德国世界杯四分之一决赛，德国对阵阿根廷，双方120分钟打平，进入点球大战，德国第四个主罚点球的蒂姆·博羅夫斯基将点球打进之后他在走回中圈时冲着阿根廷的球员们做着闭嘴的手势，这直接导致了比赛结束之后的一场混战。阿根廷后卫库弗雷推到了德国中后卫默特萨克，后来双方多人加入冲突升级为两支球队多名球员之间的斗殴，就连德国领队比埃尔霍夫也和阿亚拉纠缠在了一起，这场斗殴持续了2分钟。随后国际足联开出罚单，弗林斯赛后被认为是参与了斗殴，并被禁赛，错过了和意大利的半决赛。
- 2014年世界杯D组最后一轮乌拉圭与意大利的比赛中，苏亚雷斯一樣的事做了第3次，咬伤了意大利队员基亞連尼，而在比赛中当值裁判却对此没有做出判罚。[9][10]蘇亞雷斯被控咬人，引發網民熱議、惡搞照片，連曾是咬人事件受害者的前拳王埃万德·霍利菲尔德也在Twitter评论：「我猜身體任何部位都可以吃吧。」[11]國際足協經調查後，決定重罰禁賽9場，禁止參與足球活動4個月，並罰款10萬瑞士法郎。[12]間接使下一屆世界盃比賽規定此行為將直接紅牌罰下。
- 2016年，歐洲盃足球賽的騷亂讓法國警察因為同時還要控制勞工罷工情形而忙上加忙。
- 2022年世界杯，在荷蘭對陣阿根廷的半準決賽中，西班牙籍主裁判安東尼奧·馬特烏·拉奧斯向雙方球員開出18張黃牌，包括坐在替補席的球員，數量創下世界盃單場紀錄。事發下半場的傷停補時階段，阿根廷以2比1領先，阿根廷球員莱昂德羅·帕雷德斯朝對手內森·阿克鏟球時犯規，裁判拉奧斯吹哨警告，帕雷德斯心有不甘，徑直把球踢向荷蘭的替補席，引爆荷蘭球員的怒火。荷蘭隊長維吉爾·范戴克直接將帕雷德斯撲倒在地，雙方球員隨即爆發衝突，拉奧斯掏出黃牌警告雙方的球員及教練。

## 帶給人類的影響
現代足球對人類的文化領域充滿廣泛的影響力，相隔四年一次的世界盃足球賽是人類最受到重視與歡迎的體育賽事，在觀眾人數，财政收入等方面甚至要远远超過奧運會，是世界上最受歡迎的單項體育賽事。而代表歐洲最高水準的歐洲國家盃的影響力不僅限於歐陸地區，更加得到亞洲，美洲，澳洲等地的球迷歡迎。一些歐洲國家的足球聯賽，如意大利足球甲級聯賽，英格蘭足球超級聯賽等，近三十年中在世界各地廣受歡迎。進入1990年代後，歐洲冠軍聯賽在商業模式上取得相當程度的成功，成爲了世界上單項獎金最為豐厚的體育賽事之一，每年有數十億觀眾通過電視轉播收看比賽，影響力亦不僅僅局限於歐洲地區。
足球的影響力在一些國家包含在了政治領域，如1969年6月，薩爾瓦多和洪都拉斯就因為足球而引發了一場國與國之間的戰爭。而在第一次世界大戰中，英國和德國的士兵不顧對戰影響，在聖誕節休戰中曾經在佔領區界線處舉行足球比賽。
在和平年代，足球比賽通常被一些國家的民眾以及首腦認為是戰勝另一國最直接的手段之一，如1986年世界杯八強賽事中，阿根廷战胜英格兰后，马拉多纳扬言这是对大英帝国福克蘭战争胜利的报复。
通常世界盃，歐洲盃的比賽，都會吸引一大批國家元首觀看，甚至一些國家元首直接參與到足球領域，如意大利總理貝盧斯科尼就长时间担任AC米兰足球俱乐部主席；一些球員也在退役后投身政治领域，如利比里亞的前AC米蘭球星乔治·维阿及墨西哥的球星庫奧特莫克·白蘭高，前者曾參加總統大選，最後只以微弱的差距敗北，到2017年利比里亞大選中獲得勝利，成為第一位出身於職業足球員的總統；后者更成功当选莫雷洛斯州的州長。更有很多政治人物公開表示過自己最喜歡足球，比如中國的賀龍，鄧小平，溫家寶乃至習近平，胡錦濤等人。
在一些國家，特別是歐洲和南美洲，一些球迷團體的歷史甚至同球隊一樣超過百年，甚至在一支球隊中滋生出一種類似于宗教的不同球迷派系，在他們其中，可以支持一些本隊的球員，球隊管理層人士，亦可能反對一些管理層人士甚至是球員。

## 相關题材的作品

### 手機游戏
- SEGA創造球會
- FIFA系列(FIFA14)
- FIFA系列(FIFA15)
- FIFA系列(FIFA16)
- FIFA系列(FIFA Mobile)
- Dream League Soccer
- Dream League soccer 2016
- Dream League soccer 2017
- Dream League soccer 2018
- Score！Hero
- Score！Match
- PES
- PES 2019
- eFootball 2024

### 电脑游戏
- 实况足球
  - 胜利十一人(Winning Eleven 2012)
  - 职业进化足球(Pro Evolution Soccer 2012)
- 創造球會(Sakatsuku)
- FIFA系列(FIFA 14)(FIFA 15)(FIFA 16)（FIFA Online3）（FIFA Online4）
- 足球经理人(Football Manager 2012)
- 冠军足球经理(Championship Manager 2009)
- 最佳11人足球经理，网页游戏(FREEKICK)
- 足球、策略与荣耀(Football, Tactics & Glory)

### 電影
- 《七擒七縱七金剛》，以英格蘭足總盃配合盜金庫行動，由大衛尼雲主演。
- 《我愛碧咸》(像贝克汉姆一样踢球)，講述一名視大衛碧咸為偶像的印度女孩，生活在英國曼徹斯特的故事。
- 《勝利大逃亡》(Escape to Victory)，根据二战时期成为战俘的苏联基辅迪纳摩球员战胜纳粹德国球队后惨遭屠杀的历史事实改编，描述了二戰戰俘藉一場球賽逃出集中營，由史泰龙主演，大量球星包括比利客串。
- 《一球成名（疾風禁區）》
- 《一球成名2（疾風禁區2）》
- 《波牛》
- 《高山上的世界盃》
- 《少林足球》
- 《越位》
- 《欧洲的一天》
- 《足球流氓》
- 《流浪汉世界杯》真事改編，流浪汉世界杯是一个由来自48个国家数以千计无家可归者参加的体育赛事。
- 《足球尤物》
- 《传奇的诞生》讲述球王贝利的传奇故事。
- 《名偵探柯南 第十一位前鋒》

### 電視劇
- 《功夫足球》
- 《尖子攻略》
- 《向大地頭球》
- 《南華夢飛翔》

### 動畫
- 《足球小将》
- 《意甲小旋风》
- 《踢出我天地》
- 《野狼前鋒（日语：-蹴球伝-フィールドの狼 FW陣!）》
- 《足球小旋風》
- 《哨聲響起》
- 《我們的足球場》
- 《少年足球》
- 《足球之夢》
- 《茅王前鋒（日语：かっとび一斗）》
- 《反斗前鋒（日语：風飛び一斗）》
- 《足球風雲》
- 《夢幻足球手》
- 《球場幻想曲（日语：ファンタジスタ (漫画)）》
- 《不敗足球》
- 《足球王》
- 《橙汁足球隊》
- 《國手少年夢》
- 《閃電十一人》
- 《閃電十一人GO》
- 《逆轉監督》
- 《足球騎士》
- 《向銀河開球》
- 《DAYS》
- 《青之蘆葦》
- 《BLUE LOCK 藍色監獄》

## 外部連結
- （英文）（德文）（法文）（西班牙文）（阿拉伯文）国际足球联合会官方网站 （页面存档备份，存于）
- （英文）国际足联竞赛规则 （页面存档备份，存于）
- （英文）纪录体育足球数据基金会7